# Arizpe
Arizpe is een stadje in de Mexicaanse staat Sonora. Arizpe heeft 1.625 inwoners (census 2005) en is de hoofdplaats van de gemeente Arizpe.
Arizpe werd in 1646 gesticht als missiepost op de plaats van een nederzetting van de Ópata. Arizpe groeide uit tot een van de belangrijkste steden in dit deel van het Spaanse rijk, en werd in 1776 de hoofdstad over de westelijke Interne Provinciën. Van 1832 tot 1838 was Arizpe de hoofdstad van Sonora.